# Knautnaundorf

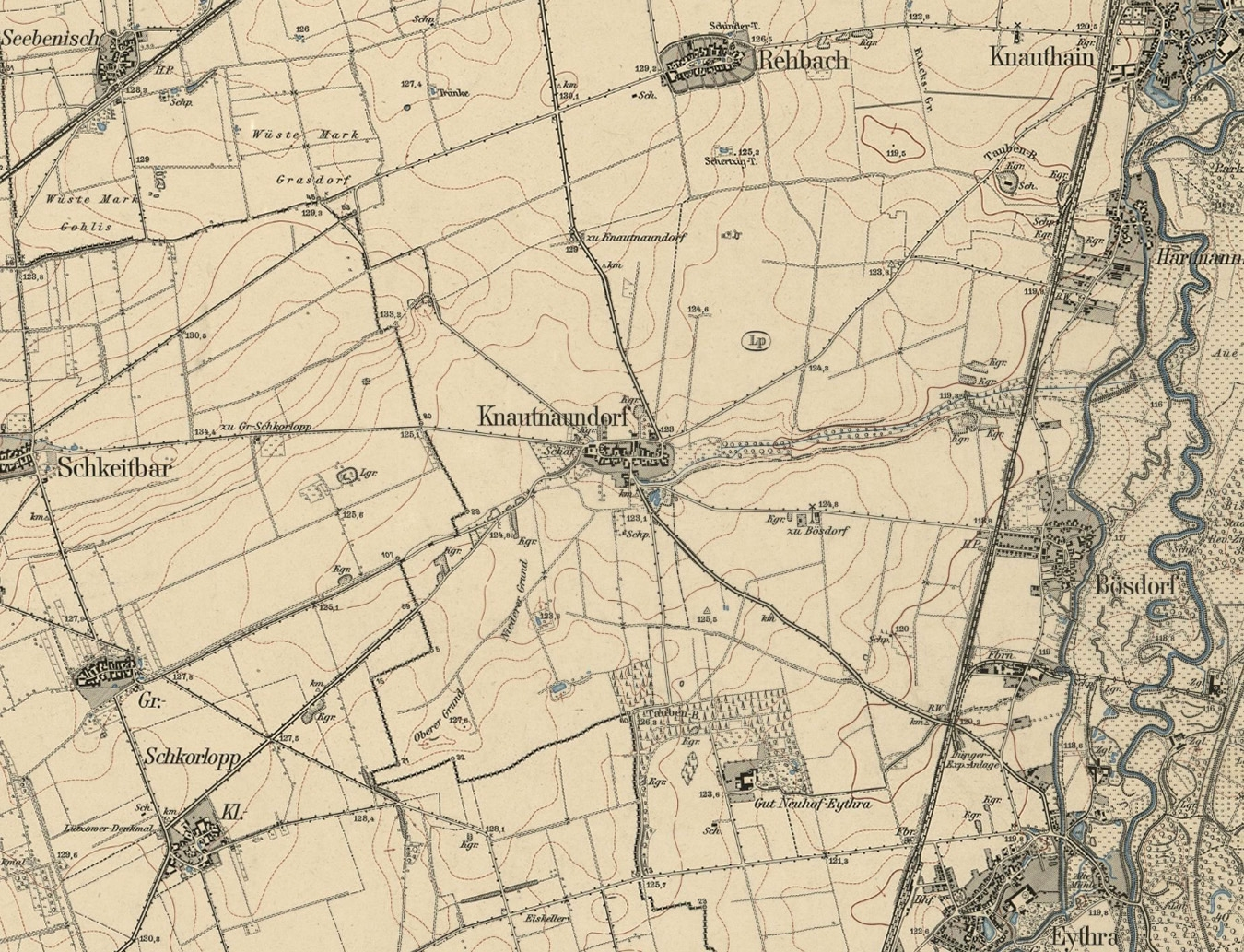
Knautnaundorf auf einer Karte von 1906

Knautnaundorf ist ein Stadtteil im Stadtbezirk Südwest von Leipzig. Er bildet zusammen mit Hartmannsdorf den Ortsteil Hartmannsdorf-Knautnaundorf.

## Lage
Knautnaundorf liegt im Südwesten Leipzigs etwa 12 Kilometer vom Leipziger Stadtzentrum entfernt. Es grenzt im Norden an Rehbach und im Nordosten an Hartmannsdorf. Im Südosten liegt der Zwenkauer See. Von Süden nach Westen folgen Zitzschen, die Pegauer Ortsteile Kleinschkorlopp, Großschkorlopp und Schkeitbar sowie das zu Markranstädt gehörende Seebenisch. Vor ihrem Abbruch durch den Tagebau Zwenkau waren noch Bösdorf und Eythra südöstliche Nachbarn. Ihre Flächen wurden 1988 nach Knautnaundorf eingegliedert.
Knautnaundorf liegt auf einer Ebene leicht oberhalb der Elsteraue. Während die Elster vor ihrer Verlegung durch den Braunkohlebergbau etwa drei Kilometer vom Ort entfernt war, ist sie nun dicht an den Ort herangerückt. Durch den Ort verläuft der nicht immer Wasser führende Krebsgraben (früher auch Luppe oder Luppegraben).
Knautnaundorf besteht aus der alten Ortslage mit vorwiegend noch erhaltenen Hofstrukturen, umgebenden Wohngebietserweiterungen aus Einfamilien- und Reihenhäusern sowie zwei getrennten Industrie- bzw. Gewerbegebieten. Fernverkehrsstraßen führen um den Ort, sodass die Wohnbereiche vom Durchgangsverkehr frei bleiben.
Mit etwa 500 Einwohnern ist Knautnaundorf einer der kleinsten Leipziger Stadtteile.

## Geschichte
Nachdem vor dem Jahre 1000 im Bereich von Knautnaundorf eine sorbische Siedlung bestanden hatte, entstand um 1090 an der Kreuzung der von Merseburg und Halle kommenden Verkehrswege ein Herrensitz mit Wirtschaftshof. Aus dem Stil der ebenfalls errichteten Rundkapelle schließt man auf Wiprecht von Groitzsch als Gründer. Im Anschluss an den Herrensitz bildete sich eine Dienstleutesiedlung. Knautnaundorf gehörte zu den Dörfern, die im 12. Jahrhundert im Besitz der Adelsfamilie Knaut waren.
Nach dem Aussterben der Dynastie Wiprechts wurden die Merseburger Bischöfe Lehnsherren über die sich vergrößernde Siedlung, die 1277 erstmals als „Nuendorf“ erwähnt wurde. Nach einigen Herrenwechseln wurde 1477 Nickel Pflugk auf Knauthain mit Knautnaundorf belehnt. Die Verbindung zu Knauthain und dessen Besitzern sollte über Jahrhunderte bestehen bleiben, auch wenn in Knauthain die Eigentümer wechselten (Schönberg, Dieskau, Hohenthal). In der Mitte des 16. Jahrhunderts wurde das zunächst als Vorwerk von Knauthain betriebene Knautnaundorfsche Gut aufgelöst, das Land zum Teil von abhängigen Bauern erworben und stattdessen eine zu Knauthain gehörige große Schäferei errichtet. Erst zum Ende des 19. Jahrhunderts wurde die Schäferei wieder zugunsten des Vorwerks aufgegeben.

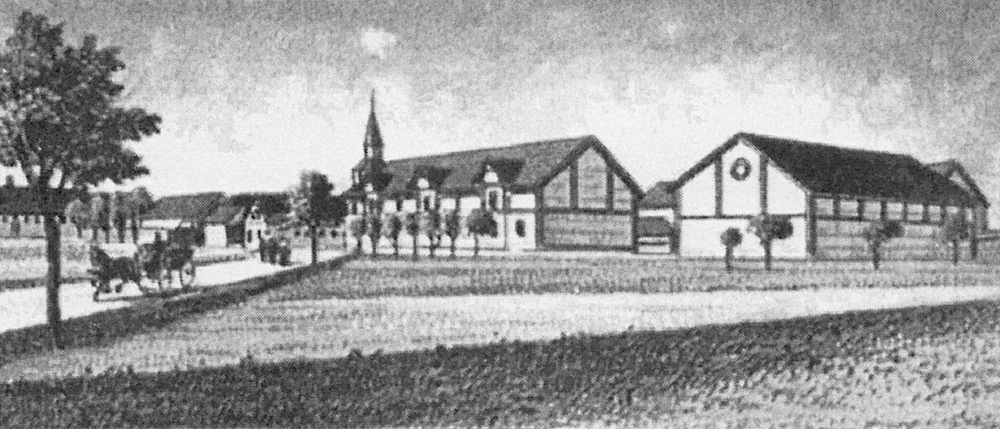
Schäferei (vor 1900)
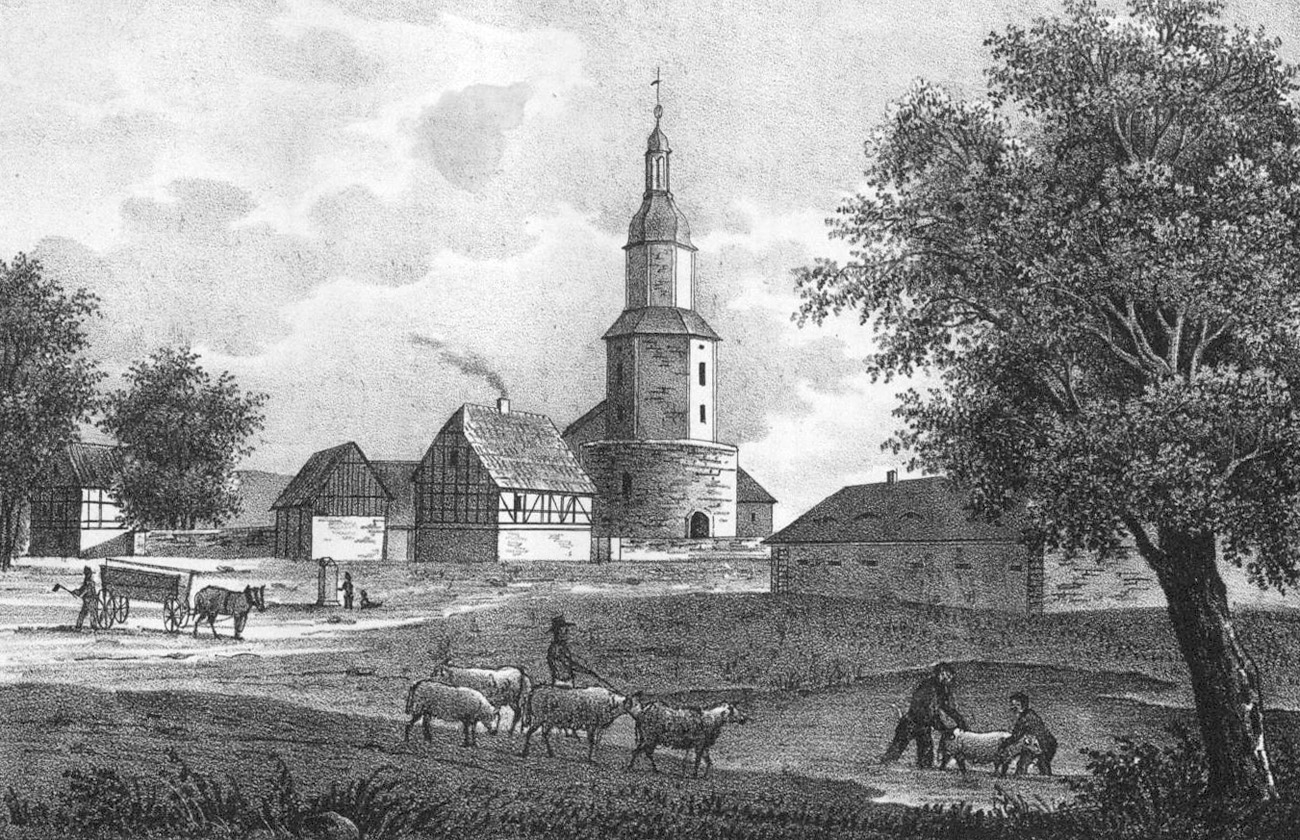
Andreaskirche (um 1840)
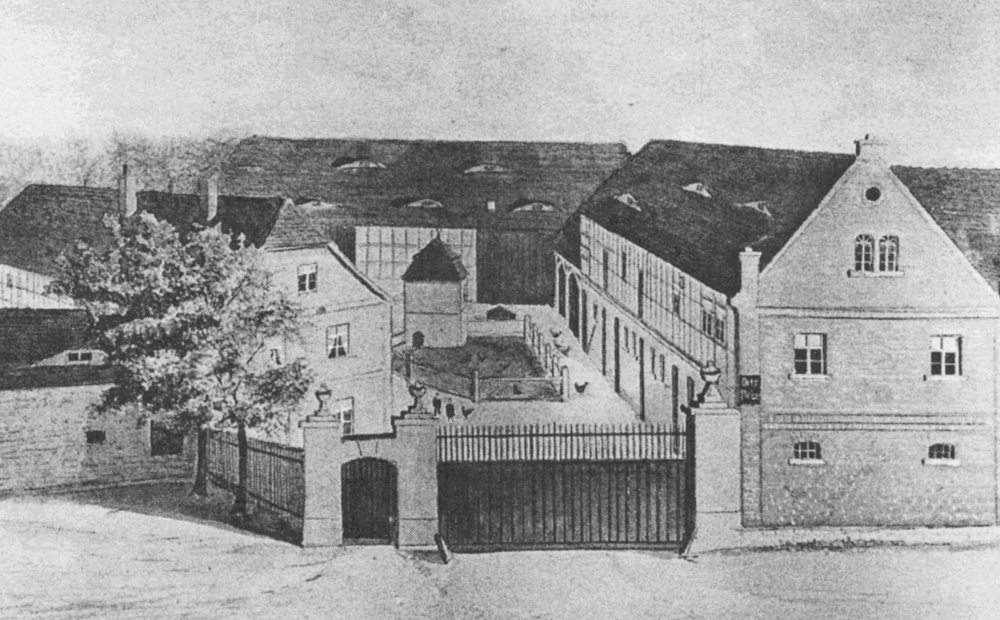
Knautnaundorfer Gutshof (um 1885)

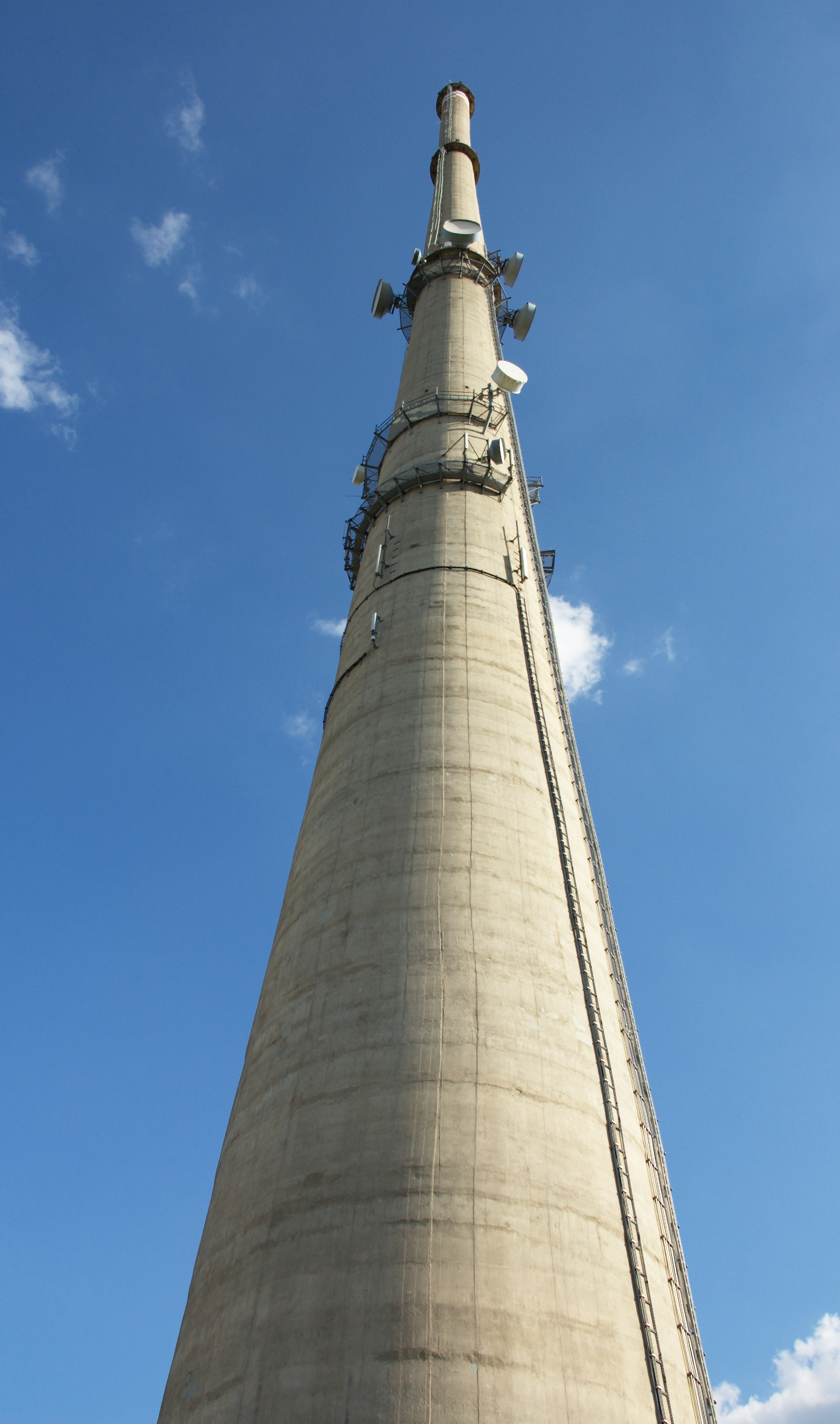
Höchstes Bauwerk Leipzigs: Kamin des Stahl- und Hartgusswerkes Bösdorf (2007)

1630 ließ Otto von Dieskau den Luppegraben vom Elsterfloßgraben von Eisdorf aus mit zusätzlichem Wasser speisen, um östlich von Knautnaundorf drei Teiche anzulegen, den Oberen, den Unteren und den Bornteich. Im 19. Jahrhundert wurden wegen ausbleibender Wasserzufuhr die Teiche aufgegeben. Im Dreißigjährigen Krieg und in der Völkerschlacht bei Leipzig erfuhr Knautnaundorf keine Zerstörungen durch Kriegseinwirkungen, wohl aber große Schäden durch Einquartierungen und Plünderungen. Weit schlimmer waren jedoch die Folgen von Pestepidemien. Zwischen 1581 und 1637 starben mehr als 300 Knautnaundorfer an der Seuche.
1766 kaufte Peter von Hohenthal das Vorwerk Knautnaundorf.
Knautnaundorf gehörte bis 1815 zum hochstift-merseburgischen Amt Lützen, das seit 1561 unter kursächsischer Hoheit stand und zwischen 1656/57 und 1738 zum Sekundogenitur-Fürstentum Sachsen-Merseburg gehörte. Durch die Beschlüsse des Wiener Kongresses kam der Westteil des Amts Lützen im Jahr 1815 zu Preußen. Das mit dem Ostteil des Amts Lützen beim Königreich Sachsen verbliebene Knautnaundorf wurde 1815 dem Kreisamt Leipzig zugeordnet. Es kam 1856 zum Gerichtsamt Markranstädt und 1875 zur Amtshauptmannschaft Leipzig. 1839 wurde gemäß der neuen sächsischen Landgemeindeordnung der erste Knautnaundorfer Gemeinderat gewählt. 1849 endete auch die Patrimonialgerichtsbarkeit durch den Knauthainer Gutsbesitzer. 1921 wurde auch der Gutsbezirk der Gemeindeverwaltung unterstellt. Im Zuge der Bodenreform wurde das Gut enteignet und auf 16 Neubauernstellen aufgeteilt. 1952 begann auch in Knautnaundorf die Kollektivierung der Landwirtschaft. Zunächst entstand die LPG „Edwin Hoernle“ als Genossenschaft vom Typ I, wurde aber 1956 zum Typ III umgewandelt. 1960 war das Dorf vollgenossenschaftlich.
Ab 1973 wurde Knautnaundorf durch das Vorrücken des Tagebaus Zwenkau von zahlreichen Baumaßnahmen betroffen, wie Verlegung der Weißen Elster und der Bahnlinie in Ortsnähe. Das ebenfalls dem Kohlebergbau zum Opfer fallende Stahl- und Hartgusswerk Bösdorf wurde 1985 am Südrand des Ortes mit einem 205 Meter hohen Schornstein neu aufgebaut. In dem zum Kombinat Anlagenbau Braunkohle gehörenden Betrieb wurden Gussteile für Maschinen und Anlagen des Braunkohlenbergbaus produziert. Weitere Betriebe und der Zuzug aus den devastierten Orten Bösdorf und Eythra führten dazu, dass sich das bis ins 20. Jahrhundert landwirtschaftlich geprägte Knautnaundorf langsam zu einem Industrie- und Wohnstandort wandelte und die Einwohnerzahl ansteigen ließ. Nach 1990 kamen noch zwei Gewerbegebiete hinzu.

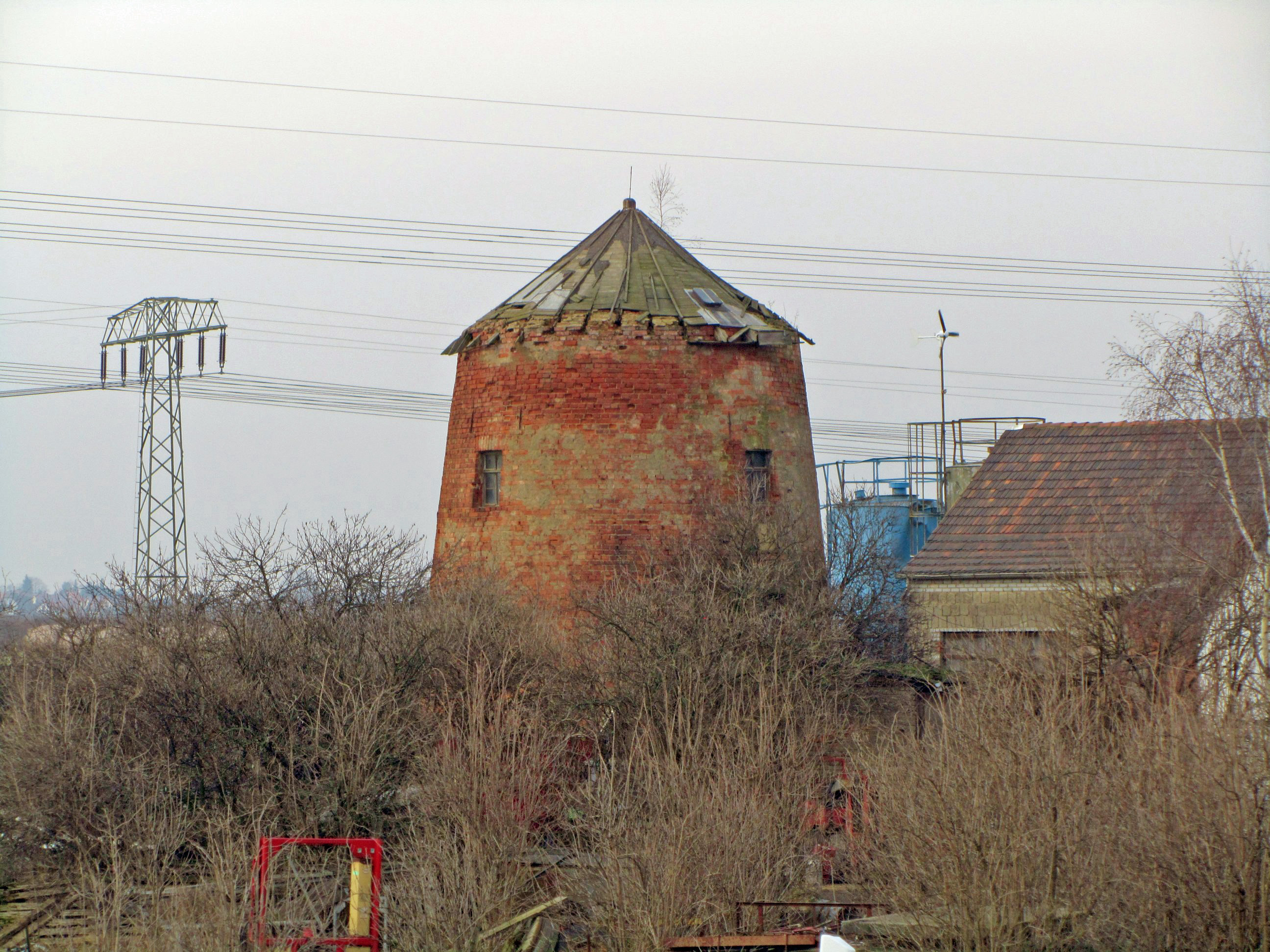
Ehemalige Windmühle (2011)
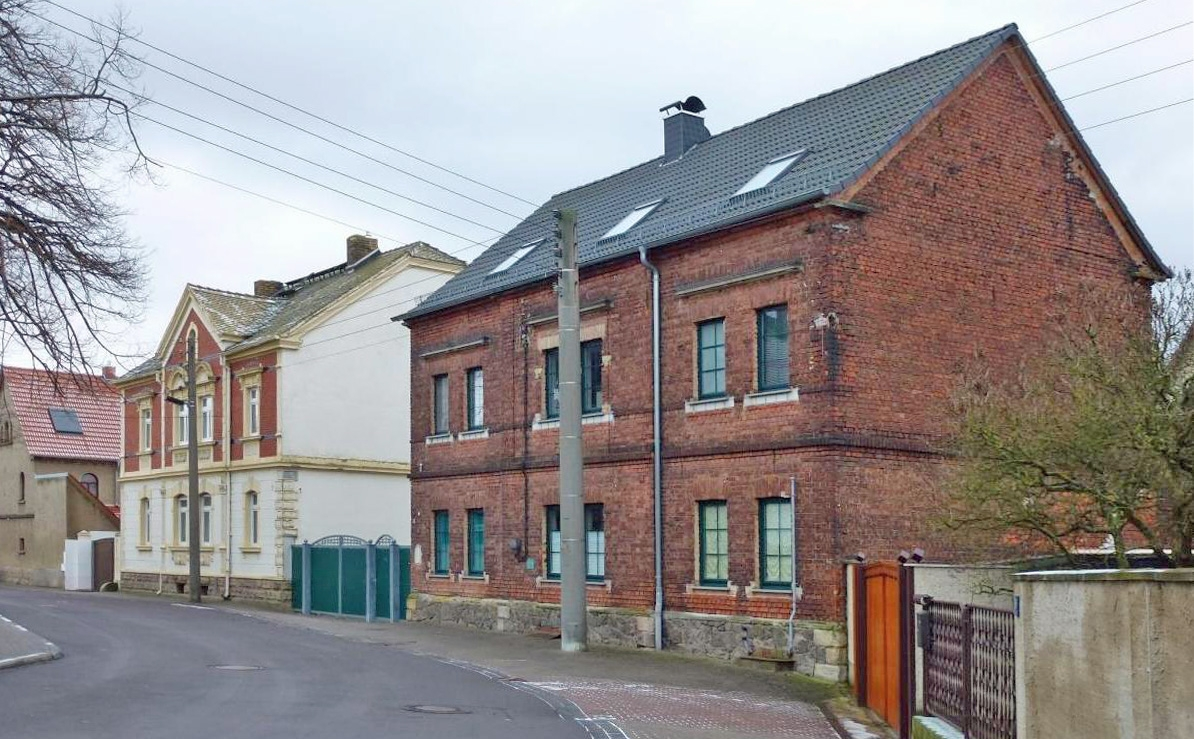
Straße im alten Ortskern (2013)
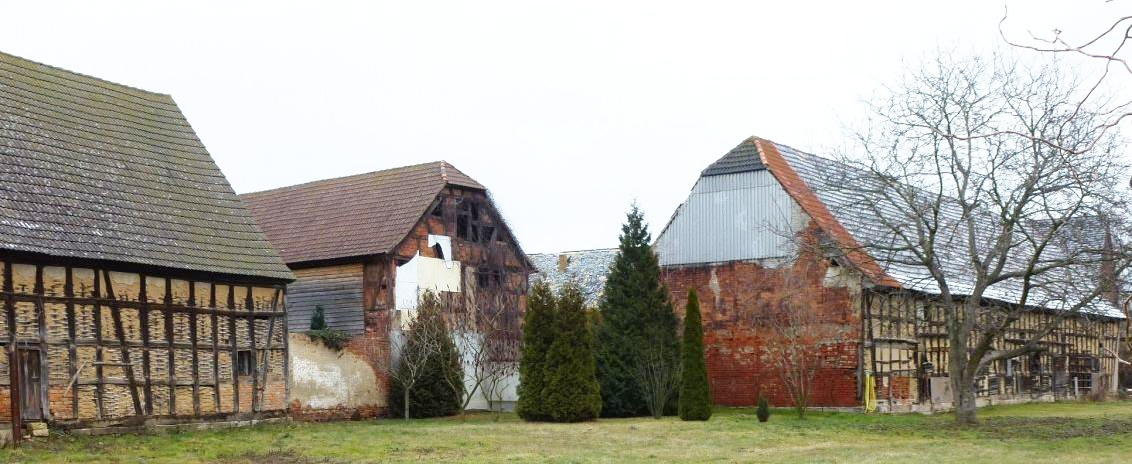
Scheunen (2013)
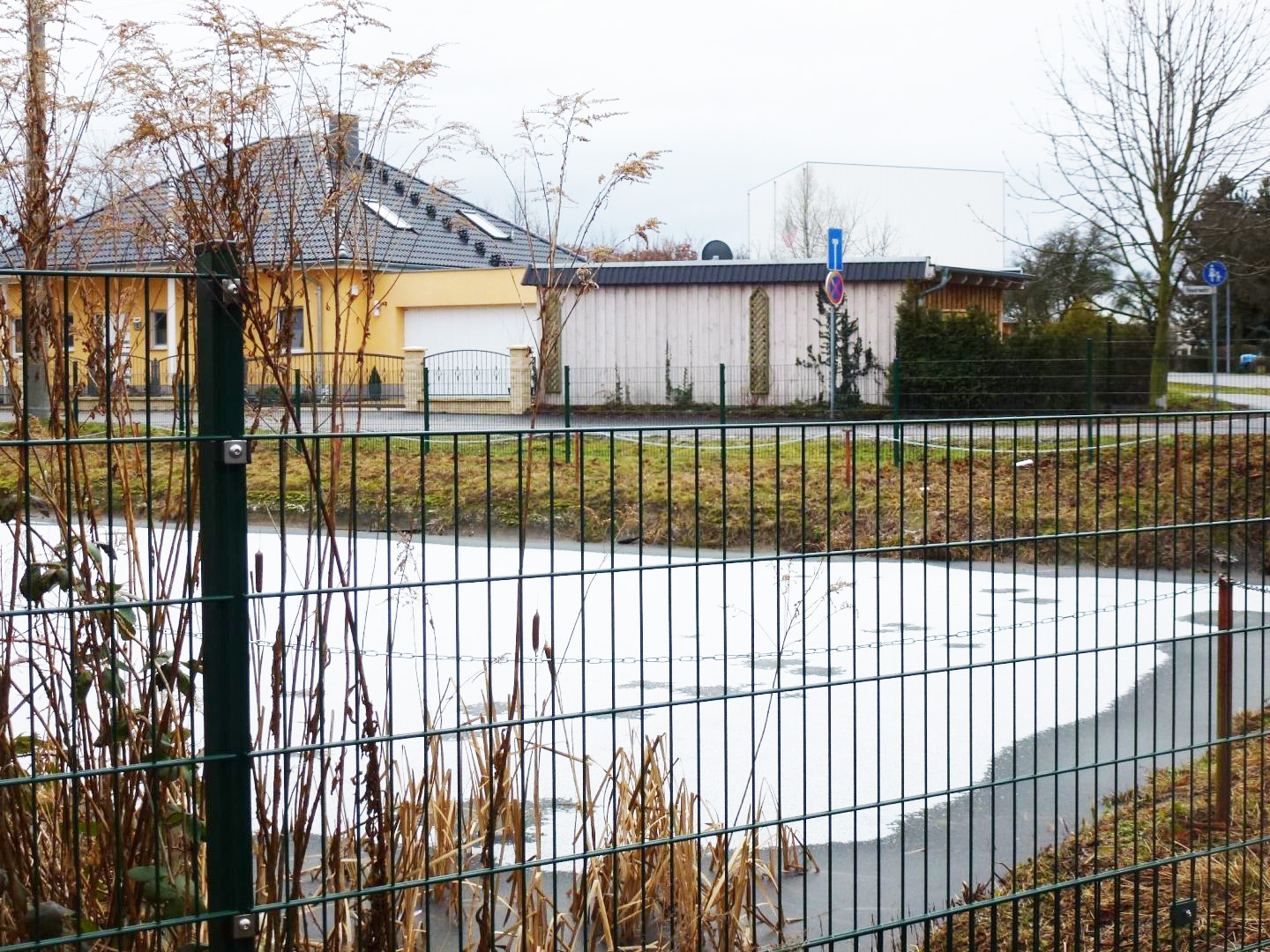
Am Anger (2013)
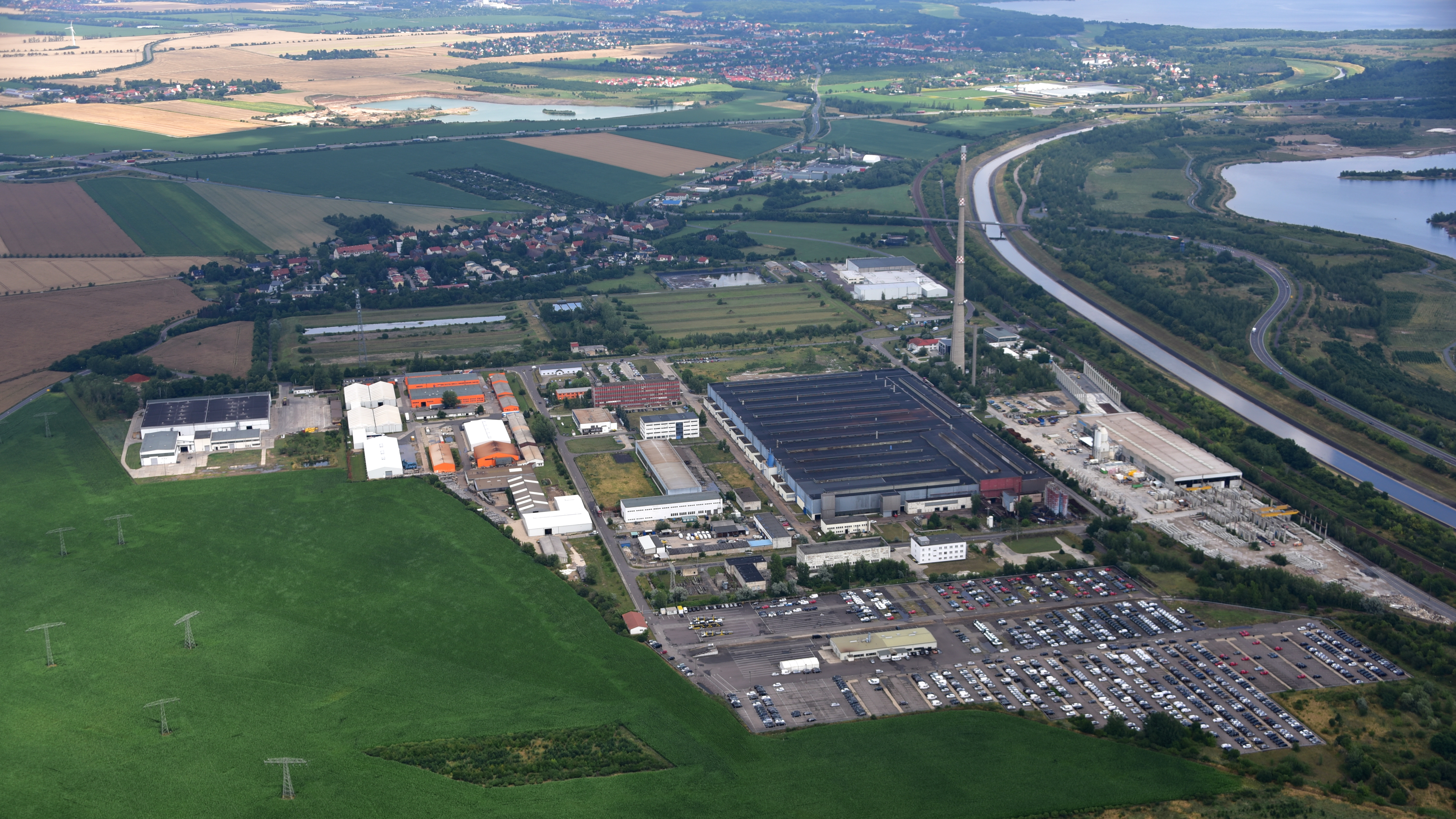
Stahl- und Hartgusswerk (2017)

Zu Knautnaundorf gehört der 1973 eingemeindete Ort Rehbach.
Der 1992 errichtete quaderförmige Bau des Gefrierzentrums – welches mittlerweile wieder abgerissen wurde – war neben dem Schornstein der zweite markante Industriebau. Infolge von Insolvenzen wechselten die Eigentümer mehrmals.
Größtenteils auf zur Knautnaundorfer Flur gehörigem Abraumgelände des Tagebaus Zwenkau entstand der 2003 eröffnete Freizeitpark Belantis. Nachdem bereits 1973 Rehbach nach Knautnaundorf eingemeindet worden war, wurde am 1. März 1994 Knautnaundorf nach Kulkwitz eingemeindet. Die Flächen der devastierten Orte Eythra und Bösdorf wurden 1988 nach Knautnaundorf eingegliedert. Mit der Auflösung der Gemeinde Kulkwitz zum 31. Dezember 1998 kam Knautnaundorf am 1. Januar 1999 zur Stadt Leipzig und bildete zunächst mit Rehbach den Ortsteil Rehbach-Knautnaundorf. Nachdem am 12. Juli 2000 diesem Ortsteil noch Hartmannsdorf zugeordnet wurde, erhielt der Ortsteil nunmehr den Namen Hartmannsdorf-Knautnaundorf.

## Bevölkerung
| 1562 | 25 Höfe | 1939 | 336 | 2000 | 1.193 |
| 1764 | 30 Höfe | 1946 | 389 | 2005 | 1.180 |
| 1834 | 219     | 1950 | 447 | 2010 | 1.244 |
| 1871 | 230     | 1964 | 346 | 2015 | 1.380 |
| 1910 | 278     | 1990 | 559 | 2020 | 1.291 |
| 1925 | 303     |      |     | 2024 | 1.340 |

## Politik
Zusammen mit der Wahl des Leipziger Stadtrates werden in den Ortschaften die Mitglieder des Ortschaftsrates gewählt. Die letzte Wahl des Ortschaftsrates Hartmannsdorf-Knautnaundorf fand am 26. Mai 2021 statt. Der Vorsitzende wird als Ortsvorsteher alle fünf Jahre von den Mitgliedern des Ortschaftsrates bestimmt.
Bei den Wahlen zum Sächsischen Landtag gehört Knautnaundorf zum Wahlkreis Leipzig 5, bei Bundestagswahlen zum Bundestagswahlkreis Leipzig II (Wahlkreis 153).
Die Bundestagswahl 2021 führte bei einer Wahlbeteiligung von 85,3 % zu folgendem Zweitstimmenergebnis:
| Partei                | Hartmannsdorf-Knautnaundorf | Stadt Leipzig |
| --------------------- | --------------------------- | ------------- |
| CDU                   | 21,3 %                      | 14,0 %        |
| AfD                   | 20,2 %                      | 13,3 %        |
| SPD                   | 20,0 %                      | 20,9 %        |
| FDP                   | 12,8 %                      | 10,1 %        |
| Bündnis 90/Die Grünen | 10,6 %                      | 18,5 %        |
| Die Linke             | 07,2 %                      | 13,7 %        |
| Sonstige              | 07,9 %                      | 09,5 %        |

## Sehenswürdigkeiten

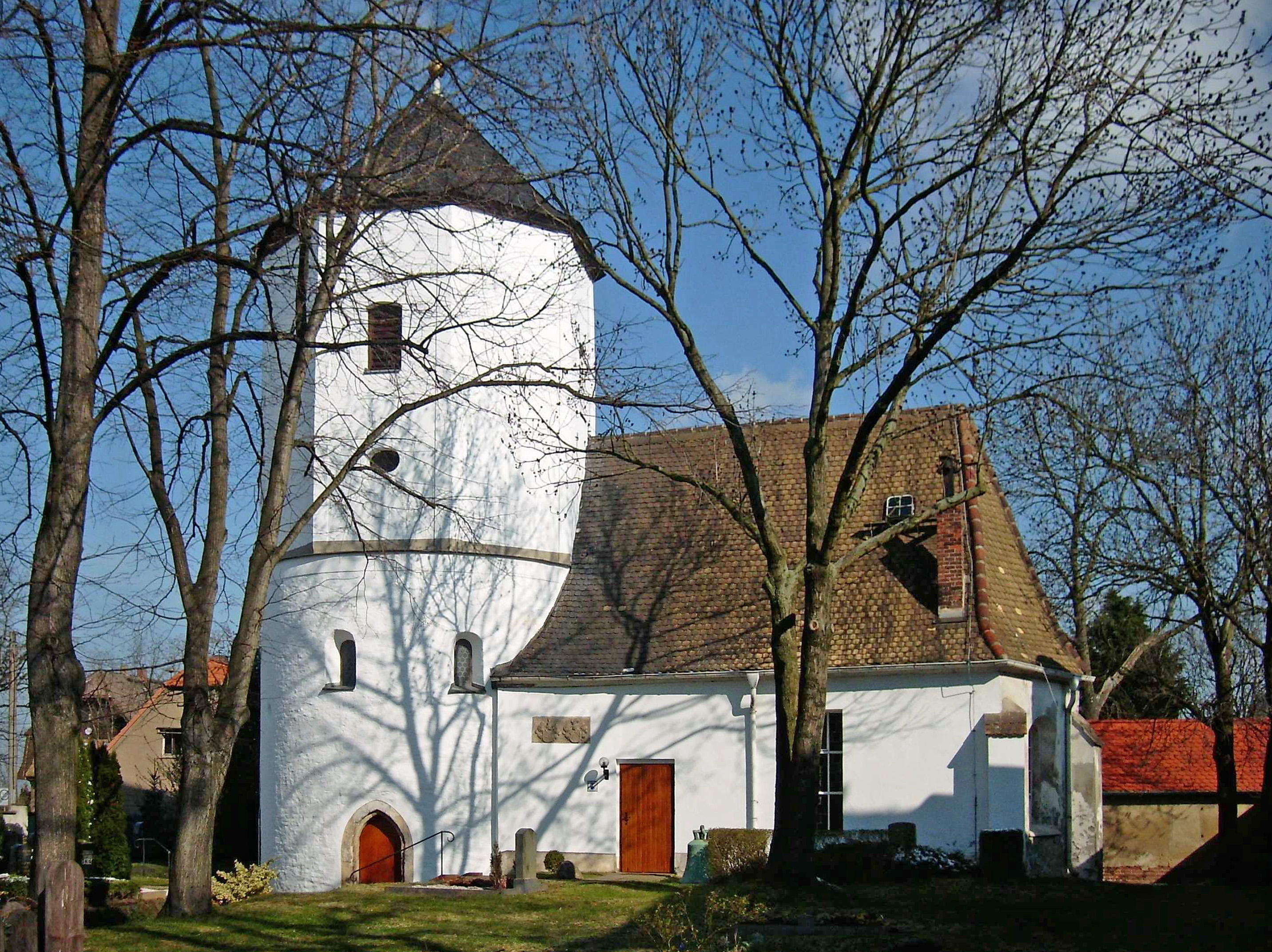
Andreaskapelle (2008)

- Andreaskapelle, älteste erhaltene Kirche in Sachsen, ältestes erhaltenes Bauwerk Leipzigs, ihre Ursprünge liegen im 11. Jahrhundert. Der massige runde Turm mit dem oktogonalen Aufsatz geht auf eine Rundkapelle aus der Zeit Wiprechts von Groitzsch zurück. Es erfolgten mehrere An- und Umbauten.

## Verkehr
Knautnaundorf wird von der Bundesstraße 186 Zwenkau–Markranstädt–Schkeuditz tangiert. Über Knautnaundorfer Flur verläuft die Autobahn 38 und hat in etwa einem Kilometer Entfernung zum Ort die Auffahrt „Leipzig-Südwest“. Montags bis freitags stündlich und am Wochenende zweistündlich verkehrt die Buslinie 120 der Regionalbus Leipzig GmbH von Zwenkau über Knautnaundorf nach Knautkleeberg (Straßenbahnanschluss). Seit Dezember 2017 wird der ehemalige Haltepunkt der Regionalbahnen auf der Bahnstrecke Leipzig–Probstzella nicht mehr bedient. Seit 2022 verkehrt außerdem der flexible Rufbus Flexa der LVB nach Knautkleeberg und stellt dort Verbindungen zur Straßenbahnlinie 3 sowie innerhalb des Stadtteils her.